# Novembers Doom
Novembers Doom ist eine US-amerikanische Death-Doom-Band aus Chicago, Illinois, die im Jahr 1989 gegründet wurde.

## Geschichte
Die Band wurde im Jahr 1989 von Sänger Paul Kuhr gegründet. Im Jahr 1992 erreichte die Band einen Vertrag bei Regress Records und nahm das Demo Her Tears Drop auf. Dadurch wurde das italienische Label Avantgarde Music auf die Band aufmerksam, bei dem Anfang 1995 das Debütalbum  Amid Its Hallowed Mirth erschien. Im Jahr 2006 war die Band auf der Kompilation What’s for Dinner? von Pavement Music zu hören. Diesem folgten regionale Touren. Im Jahr 1997 erschien die EP For Every Leaf That Falls. 1999 schloss sich das zweite Album Of Sculptured Ivy and Stone Flowers bei Martyr Music Group an. Im Mai 2000 begab sich die Band wieder ins Studio, um mit Produzent Chris Wisco (Studio One) das dritte Album The Knowing aufzunehmen. Im Juli 2000 unterschrieb die Band einen Vertrag bei Dark Symphonies Records, worüber The Knowing erschien. Außerhalb Nordamerikas erschien das Album bei Pavement Music.
Im Oktober 2002 nahm die Band das nächste Album To Welcome the Fade auf, das von Neil Kernon produziert wurde. Der Tonträger erschien noch im selben Jahr. Im Jahr 2004 hielt die Band eine Tour durch Nordamerika zusammen mit The Gathering, was im Sommer zu einem Vertrag mit The End Records führte. Die Band begab sich ins Studio, um das Album The Pale Haunt Departure aufzunehmen. Das Album wurde von Dan Swanö abgemischt und von James Murphy gemastert. Das Album erschien weltweit im März 2005 bei The End Records und Candlelight Records. Für das Titellied sowie das Lied Autumn Reflection wurden außerdem jeweils ein Musikvideo aufgenommen. Danach folgten diverse Konzerte sowie Auftritte auf Festivals. Dabei hielt die Band auch ihre erste Europatournee ab.
Im Jahr 2006 nahm die Band das nächste Album The Novella Reservoir wieder mit Produzent Chris Wisco, wobei dieser auch den Bass auf dem Album spielte. Abgemischt wurde das Album wieder von Dan Swanö, gemastert wurde es ebenfalls wieder von James Murphy. Das Album erschien im Jahr 2007, wobei für die Single Rain ein Musikvideo erstellt wurde, das in der Sendung Headbangers Ball auf MTV2 ausgestrahlt wurde. Im Jahr 2007 ging die Band auf Tour durch Europa, auf der die Live-DVD The Novella Vosselaar : Live In Belgium entstand.
In den Jahren 2008 und 2009 spielte die Band weitere Konzerte, wie auf dem Graspop Metal Meeting oder dem Brutal Assault. 2009 erschien das nächste Album Into Night’s Requiem Infernal. Im Dezember wurde ein Video für das Lied A Eulogy for the Living Lost aufgenommen. Im Jahr 2010 hielt die Bands weitere Auftritte in Europa ab, bevor sich die Band zurück in die USA begab, um das Album Aphotic aufzunehmen, das im Mai 2011 veröffentlicht wurde. Es folgten Auftritte in den USA, sowie das Filmen von Musikvideos für Harvest Scythe und What Could Have Been, auf der Anneke van Giersbergen als Gastsängerin, sowie Violinistin Rachel Barton Pine zu hören waren.

## Stil
In ihren Anfangstagen spielte die Band noch eine Mischung aus Thrash- und Death-Metal. Die späteren Werke sind eine Mischung aus Death- und Doom-Metal, wobei der dröhnende Bass und der düstere Gesang besonders charakteristisch sind.

## Diskografie
- 1995: Her Tears Drop (Demo, MC, Regress Records)
- 1995: Amid Its Hallowed Mirth (Album, CD, Avantgarde Music/Regress Records)
- 1997: For Every Leaf That Falls (EP, CD, Martyr Music Group)
- 1999: Of Sculptured Ivy and Stone Flowers (Album, CD, Martyr Music Group)
- 2000: The Knowing (Album, CD, Dark Symphonies Records/Pavement Music; Wiederveröffentlichung 2010: 2xCD, The End Records)
- 2002: To Welcome the Fade (Album, HDCD, Dark Symphonies Records; Wiederveröffentlichung 2010: 2xCD, The End Records)
- 2004: Reflecting in Grey Dusk (Kompilation, CD, Eigenveröffentlichung)
- 2005: The Pale Haunt Departure (Album, CD, The End Records; CD/CDR, Candlelight Records)
- 2007: The Novella Reservoir (Album, CD, The End Records)
- 2008: The Novella Vosselaar: Live in Belgium (Konzertalbum, DVD, The End Records)
- 2009: Into Night's Requiem Infernal (Album, CD/CDR, The End Records)
- 2011: Aphotic (Album, CD/2xLP, The End Records)
- 2014: Bled White (Album, CD/2xLP, The End Records)
- 2017: Hamartia (Album, CD/2xLP, The End Records)
- 2019: Nephilim Grove (Album, CD/2xCD/2xCD+LP/LP, Prophecy Productions)